# Soleil Football Club
Actualités
Le Soleil Football Club est un club béninois de football basé à Cotonou.

## Histoire
Le club est fondé en 1996.

## Palmarès
- Championnat du Bénin
  - Vice-champion : 2007

- Coupe du Bénin
  - Finaliste : 2003